# Seacliff Park
Seacliff Park är en del av en befolkad plats i Australien. Den ligger i kommunen Holdfast Bay och delstaten South Australia, omkring 13 kilometer sydväst om delstatshuvudstaden Adelaide.
Runt Seacliff Park är det tätbefolkat, med 591 invånare per kvadratkilometer.. Närmaste större samhälle är Adelaide, omkring 13 kilometer nordost om Seacliff Park.
Genomsnittlig årsnederbörd är 729 millimeter. Den regnigaste månaden är juni, med i genomsnitt 133 mm nederbörd, och den torraste är december, med 21 mm nederbörd.